# Rosersberg Arlanda IBK
Rosersberg Arlanda IBK, förkortat RA19, är en svensk innebandyklubb från Märsta och Rosersberg i Sigtuna Kommun. Föreningen bildades genom en hopslagning av de tidigare klubbarna Arlanda IBK och Rosersbergs IK. Hopslagningen skedde inledningsvis år 2019 då vissa av föreningarnas lag gick samman och bildade gemensamma lag. Därefter skedde en fullständig hopslagning av föreningsverksamheterna 2021 och Rosersberg Arlanda IBK bildades.

## Representationslag
RA19 representeras av två lag i divison 1 GUD (damer) och i division 1 norra (herr). Föreningen representeras även i Juniorasllsvenskan (JAS). 

## USM 2020
RA19 kvalade till USM 2020, genomfördes 2021 i Mölndal, Göteborg. RA19 klarade sig vidare i kvalomgång 1 och tog sig hela vägen till slutspelet i Mölndal i omgång 2. Laget slutade på en nionde plats och blev historiskt för kommunen då inget annat lag någonsin tagit sig hela vägen till USM slutspel.